# Longthorpe
Longthorpe är en stadsdel i Peterborough, i unparished area Peterborough, i distriktet Peterborough, i grevskapet Cambridgeshire i England. Longthorpe var en civil parish 1908–1929 när blev den en del av Peterborough. Civil parish hade 274 invånare år 1921.